# Eusthenica treicleiota
Eusthenica treicleiota is een vlinder uit de familie van de houtboorders (Cossidae). De wetenschappelijke naam van de soort is voor het eerst gepubliceerd in 1911 door George Thomas Bethune-Baker.
De soort komt voor in Nieuw-Guinea en Australië (Queensland).